# Baltijsk (maják)
Maják Baltijsk (rusky: Балтийский маяк, anglicky: Baltiysk Rear lighthouse) stojí na konci Viselské kosy u vjezdu do Viselského zálivu (pobřeží Baltského moře) ve městě Baltijsk v Kaliningradské oblasti, enklávě Ruské federace.

## Historie
Podle historických pramenů jsou majáky na Viselské kose zmiňované už v roce 1562. Maják v Baltijsku byl postaven v roce 1813 z cihel do výšky 20 m. V roce 1909 byl zvýšen na 33 m.
Maják je přístupný veřejnosti. Maják je kulturní památka Ruské federace pod číslem 3930085000. V blízkosti majáku byl postaven pomník ruskému caru Petru Velikému.

## Popis
Válcová cihlová věž s dvěma ochozy v horní části a válcovou skleněnou lucernou. Spodní část majáku má bílou barvu, horní je červená.

## Data
- výška světla 30 m n. m.[3]
- výška: stavba 30 m, celkem 33 m
- záblesky bílého světla v intervalu 12 sekund (9 s záblesk, 3s pauza)

označení:
- Admirality  C3100.1
- NGA 7064
- ARLHS KAL-002

## Galerie

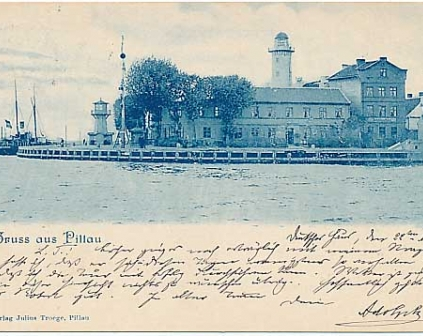
Maják v roce 1899
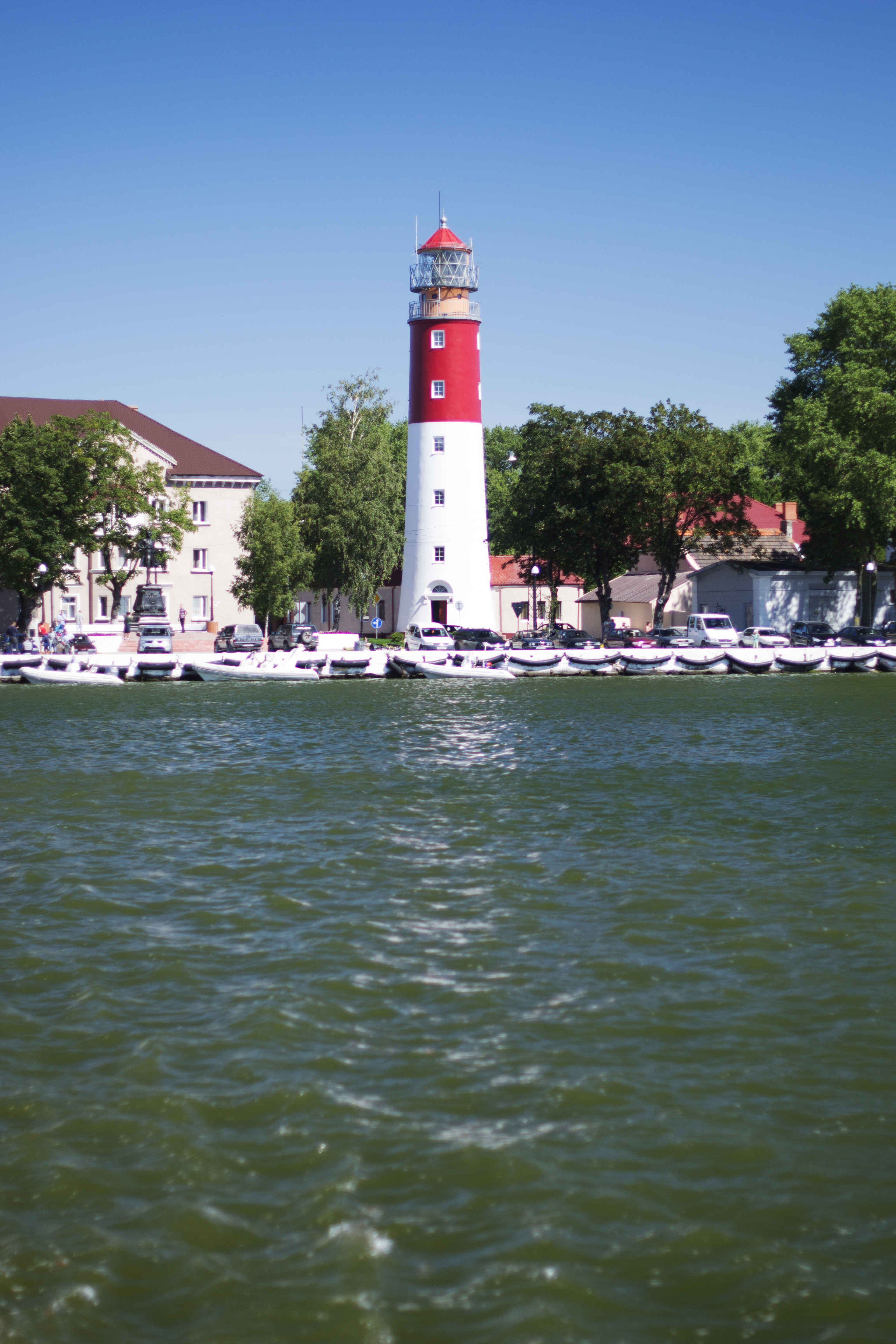
Pohled z moře
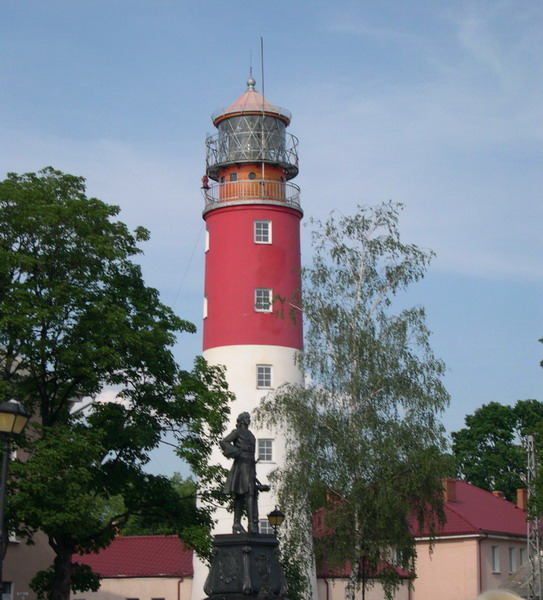
Maják a socha Petra I. Velikého
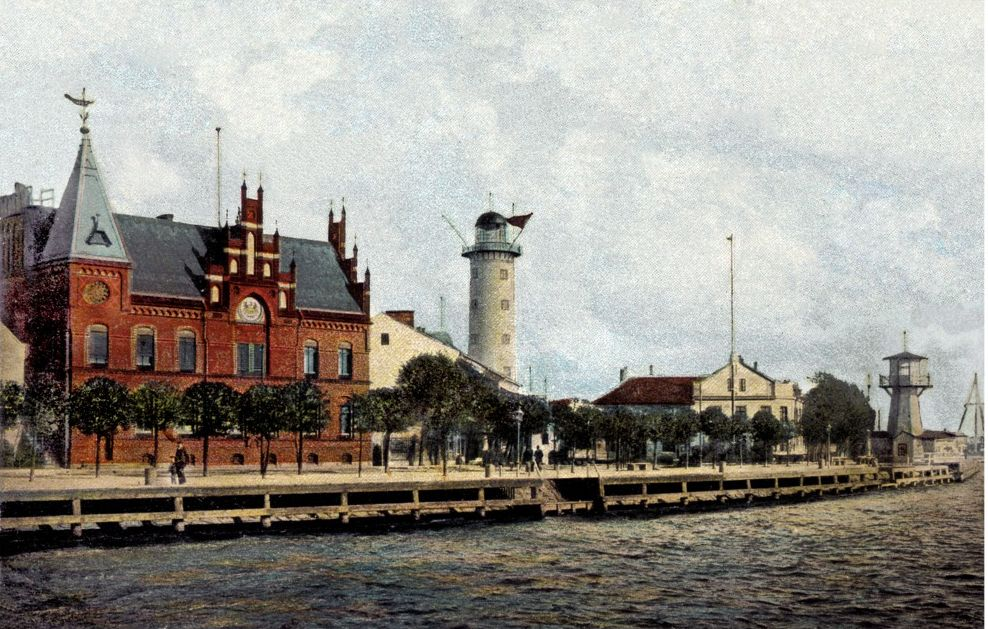
Pohlednice s majákem